# Volkspark Hasenheide

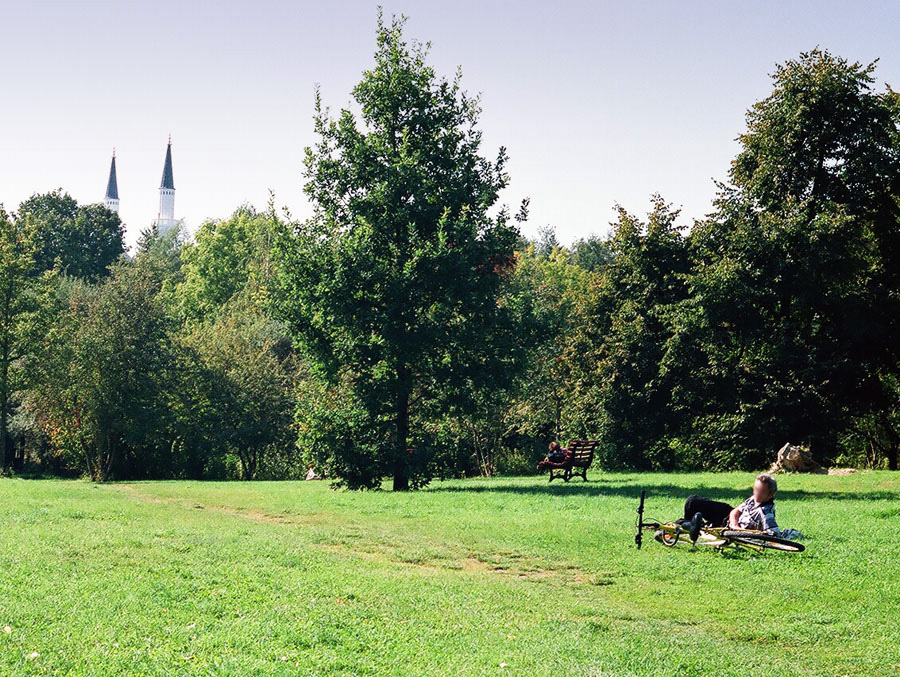
Volkspark Hasenheide med moské i bakgrunden.

Volkspark Hasenheide är en cirka 50 hektar stor park i stadsdelen Neukölln i södra Berlin vid gränsen till stadsdelen Kreuzberg.

## Geografi
Geologiskt ligger Hasenheide på den norra avslutningen av Teltowplatån som höjer sig omkring femton meter över centrala Berlin på den södra sidan av Sprees floddal. I öster fortsätter kanten mot Rollberge och i väster fortsätter den längs södra sidan av Bergmannstrasse i riktning mot berget Kreuzberg.

## Historia
Namnet, "Harheden" kommer från det harhägn som 1678 anlades här för jakt på order av kurfurst Fredrik Vilhelm av Brandenburg. I Hasenheide öppnade Friedrich Ludwig Jahn 1811 den första idrottsplatsen i Tyskland och idag minner Jahndenkmal om detta. Från 1840-talet var området ett populärt utflyktsmål för Berlinborna strax utanför staden. Med tiden uppstod under 1800-talets andra halva längs gatan Hasenheide i områdets norra utkant ett utbud av försäljningsstånd, ölserveringar och trädgårdskaféer. Här fanns också skjutbanor som användes av den preussiska militära garnisonen.
Under slutet av 1800-talet bebyggdes de omkringliggande kvarteren successivt. Hasenheide var 1886 skådeplats för den kända duellen mellan baron Armand Léon von Ardenne och domaren Emil Hartwich, som ledde till den senares död och inspirerade författaren Theodor Fontane till handlingen i romanen Effi Briest.
1904 införlivades området i Rixdorfs stad, och blev därigenom också del av Stor-Berlin 1920. Under 1920-talet beslutades att man skulle omvandla det trädbeväxta hedområdet till en folkpark. Ombyggnationen inleddes först i samband med att Jahnmonumentet flyttades till den nuvarande platsen i samband med Sommar-OS 1936 i Berlin men var inte avslutad vid andra världskrigets utbrott 1939. Planer fanns på att uppföra luftvärnsbunkertorn liknande de som byggdes i flera andra parker i staden under kriget, men här genomfördes aldrig planerna. 
Efter kriget anlades istället en 22 meter hög kulle av ruinrester, kallad Rixdorfer Höhe. Under de första ockupationsåren låg platsen i den amerikanska sektorn i Västberlin och skjutbanorna användes av den amerikanska garnisonen, men kring 1950 stängdes skjutfältet och under ledning av Neuköllns parkchef Kurt Pöthig omvandlades området till en folkpark, öppnad 1954. Följande år invigdes minnesmärket över Berlins Trümmerfrauen, skulpterat av Katharina Szelinski-Singer. Minnesmärket påminner om de insatser som kvinnliga arbetare gjorde i uppröjningen av krigsruinerna under de första åren efter kriget.

## Hasenheide idag
I parken finns bland annat en utomhusbio, djurhägn, minigolf, hundrastplats och flera lekplatser. I parkens norra utkant pågår bygget av ett hinduiskt tempel till Ganesha, ett av de största hinduiska templen i Europa. Här arrangeras också folkfesten Neuköllner Maientage. 
Hasenheide är också en av de lokala myndigheterna välkänd plats för illegal droghandel och relaterad kriminalitet.